# Nazionale di bob del Lussemburgo
La nazionale di bob del Lussemburgo è la selezione che rappresenta il Liechtenstein nelle competizioni internazionali di bob.
La squadra partecipò a due edizioni dei Giochi olimpici invernali.

## Storia
Nel 1926 Auguste Hilbert partecipò con successo al primo e non ufficiale Campionato europeo di bob, seppure non siano noti i risultati esatti.
Alle Olimpiadi di Sankt Moritz 1928 il bob a quattro giunse al 20º posto su 23 equipaggi. 
Alle Olimpiadi di Garmisch-Partenkirchen 1936 partecipò alla gara del bob a due, con il primo equipaggio classificato in ultima posizione, mentre il secondo non concluse la terza manche.

## Partecipazione ai giochi olimpici invernali

### Bob a quattro uomini
| Anno | Città        | classifica | Composizione                                                                         |
| ---- | ------------ | ---------- | ------------------------------------------------------------------------------------ |
| 1928 | Sankt Moritz | 20°        | Marc Schoetter, Willy Heldenstein, Auguste Hilbert, Raoul Weckbecker, Pierre Kaempff |

### Bob a due uomini
| Anno | Città                  | classifica | Composizione                                           |
| ---- | ---------------------- | ---------- | ------------------------------------------------------ |
| 1936 | Garmisch-Partenkirchen | 22° DNF    | Raoul Weckbecker, Géza Wertheim Henri Koch, Bib Wagner |